# Acanthoscurria
Acanthoscurria (лат.) — род мигаломорфных пауков из подсемейства Theraphosinae. Включает в себя 28 видов. Распространены в Центральной и Южной Америке.

## Описание
Данный род характерен наличием полусферических отростков сперматеки у большинства видов в комбинации со следующими признаками:
1) имеется несколько пучков стридуляционных щетинок на боковой поверхности трохантера педипальп;
2) самец только с одним тибиальным крючком ноги 1;
3) на боковой поверхности тибиа педипальп выражен выступ (узелок)
4) наличие волосков группы 1.

## Биологические характеристики
Размеры пауков: все пауки этого рода достаточно большого размера. В размахе лап от 12см до 22 см. 
Срок жизни: около 15 лет.. иногда до 20.
Скорость роста: большинство самок вырастает за 2-3 года. Самцы за 1,5 года. Все зависит от условий содержания.
Поведение: характер у большинства пауков этого рода нервный. Поведение защитно-оборонительное. Все пауки охотно чешутся. Некоторые атакуют при внедрении на их территорию. Могут и укусить, но это редко.
Питание: стандартное можно сказать. В природе эти пауки охотно едят все что шевелится и имеет подходящие размеры. Едят членистоногих, мышей, ящериц, змей, жаб. В неволе обычно стоит кормить одним мадагаскарским тараканом в неделю. От еды отказываются редко. Не стоит перекармливать, чтобы у паука не произошла грыжа брюшка. Следить за этим.
Размножение: пауки этого рода отлично размножаются в неволе. Самки откладывают от 300 до 800 яиц в кокон. Считается, что чем старше самка - тем яиц в коконе будет больше. После спаривания через 3 месяца самка плетет кокон, через еще 2 из него выходят паучки.
Укус: укус пауков этого рода не представляет опасности для человека.

## Содержание в неволе
Температура: 22-29°C
Влажность: 70-80 %
Террариум: горизонтального типа. Обычно 35х35х35. 
Субстрат : отлично подойдет кокосовый грунт. Так же можно содержать и на торфе. Слой грунта от 5см. Западные эксперты держат на 10см и более. 
Тип: Пауки наземного типа. Но если не предоставить укрытие - будут активно рыть.

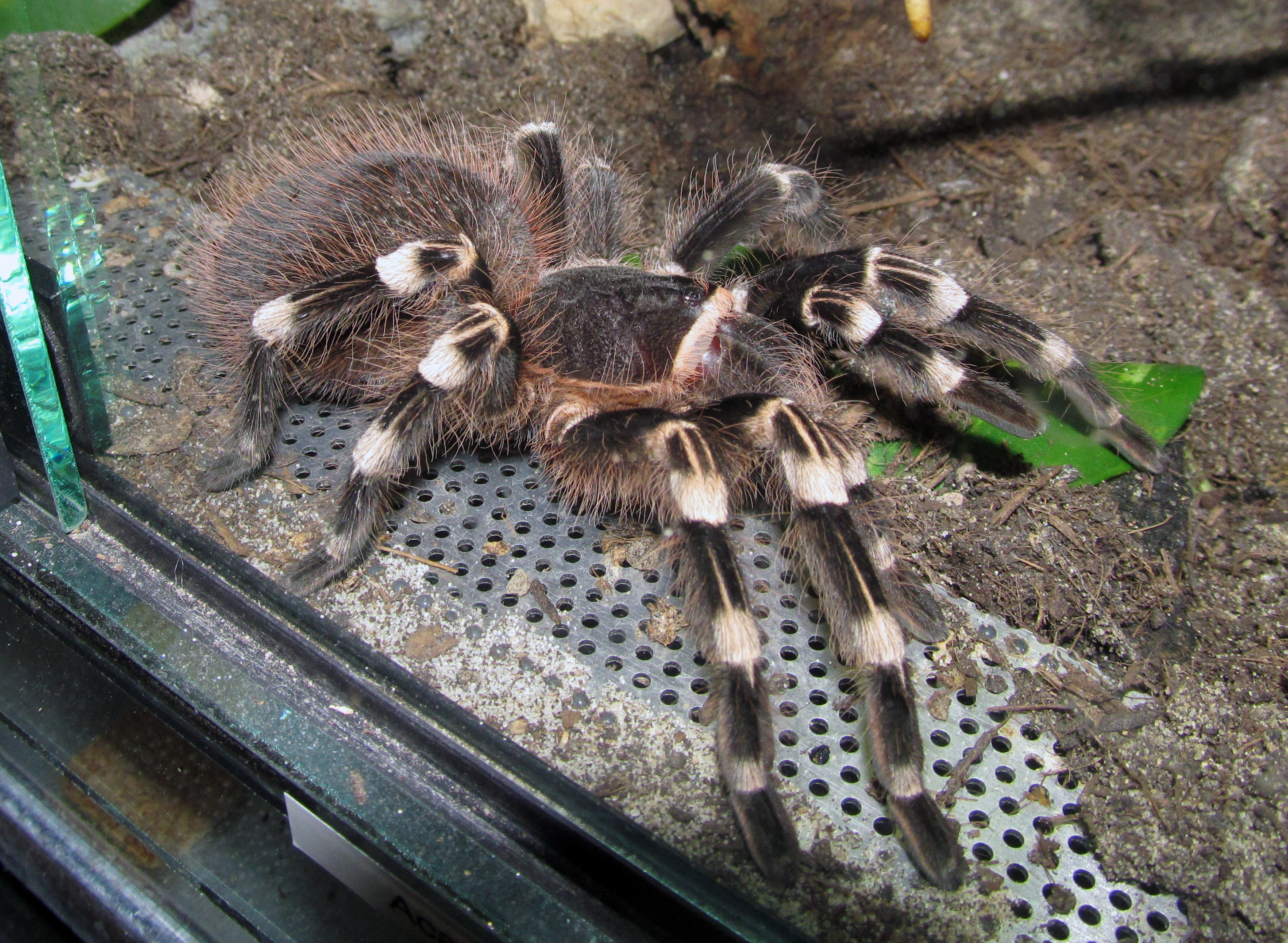

## Виды
- Acanthoscurria acuminata Schmidt & Tesmoingt, 2005 — Боливия, Бразилия
- Acanthoscurria antillensis Pocock, 1903 — Малые Антильские острова
- Acanthoscurria belterrensis Paula et al., 2014 — Бразилия
- Acanthoscurria bollei Schmidt, 2005 — Аргентина, Уругвай
- Acanthoscurria borealis Schmidt & Peters, 2005 — Гватемала
- Acanthoscurria chacoana Brèthes, 1909 — Бразилия, Боливия, Парагвай, Аргентина
- Acanthoscurria convexa C. L. Koch, 1842 — Бразилия
- Acanthoscurria cordubensis Thorell, 1894 — Аргентина
- Acanthoscurria geniculata (C. L. Koch, 1841) typus — Бразилия
- Acanthoscurria gomesiana Mello-Leitão, 1923 — Бразилия
- Acanthoscurria hirsutissimasterni Schmidt, 2007 — Аргентина
- Acanthoscurria insubtilis Simon, 1892 — Боливия, Бразилия
- Acanthoscurria juruenicola Mello-Leitão, 1923 — Бразилия
- Acanthoscurria maga Simon, 1892 — Южная Америка
- Acanthoscurria minor Ausserer, 1871 — Гвиана
- Acanthoscurria musculosa Simon, 1892 — Боливия
- Acanthoscurria natalensis Chamberlin, 1917 — Бразилия
- Acanthoscurria paulensis Mello-Leitão, 1923 — Бразилия
- Acanthoscurria proxima Mello-Leitão, 1923 — Бразилия
- Acanthoscurria rhodothele Mello-Leitão, 1923 — Бразилия
- Acanthoscurria sacsayhuaman Ferretti, Ochoa & Chaparro, 2016 — Перу
- Acanthoscurria simoensi Vol, 2000 — Францезкая Гвиана, Бразилия
- Acanthoscurria sternalis Pocock, 1903 — Боливия, Парагвай, Аргентина
- Acanthoscurria suina Pocock, 1903 — Аргентина, Уругвай
- Acanthoscurria tarda Pocock, 1903 — Бразилия
- Acanthoscurria theraphosoides (Doleschall, 1871) — Перу, Боливия, Бразилия, Францезкая Гвиана
- Acanthoscurria turumban Rodríguez-Manzanilla & Bertani, 2010 — Венесуэла
- Acanthoscurria urens Vellard, 1924 — Бразилия